# Тувал
Тувал (івр. תובל, грец. Θοβέλ, лат. Thubal) — п'ятий син Яфета, який перерахований у списку народів. Пізніше Тувал згадується у пророчих текстах Ісаї та Єзекіїля як один з народів, якого будуть судити за те, що він погрожував Божому народу.
Тувал разом з Яваном та Мешехом згадуються зазвичай або як північні народи, або як прибережні. Той факт, що Тувал мав торговельні відносини з Тиром, дає підстави стверджувати, що він розташовувався у прибережному районі. Недостатність інформації не дає можливості точно визначити який саме народ пішов від Тувала. Є думка, що Тувал був батьком скіфів або іберів, народів, які розташовувались між Чорним та Каспійським морями, фесалійців або інших племен хетів.